# لورانس بوش
لورانس بوش (بالإنجليزية: Lawrence Bush)‏ هو مؤلف وكاتب وصحفي أمريكي، ولد في 1951 في نيويورك في الولايات المتحدة.